# Monument la mormântul comun al ostașilor căzuți în 1944 (Vinogradnoe)
Monumentul la mormântul comun al ostașilor căzuți în 1944 este un monument amplasat în Vinogradnoe, Unitățile Administrativ-Teritoriale din Stînga Nistrului, Republica Moldova. Este un monument arhitectural de importanță națională inclus în Registrul monumentelor Republicii Moldova ocrotite de stat cu nr. 536 (raionul Grigoriopol).